# Саратовское сельское поселение (Омская область)
Саратовское се́льское поселе́ние — муниципальное образование в Седельниковском районе Омской области Российской Федерации.
Административный центр — село Саратовка.

## История
Статус и границы сельского поселения установлены Законом Омской области от 30 июля 2004 года № 548-ОЗ «О границах и статусе муниципальных образований Омской области».

## Население
| 2010 | 2011 | 2012 | 2013 | 2014 | 2015 | 2016 |
| ---- | ---- | ---- | ---- | ---- | ---- | ---- |
| 182  | →182 | ↘172 | ↘163 | ↘151 | ↘126 | ↘119 |
| 2017 | 2018 | 2019 | 2020 | 2021 | 2023 |      |
| →119 | ↘106 | ↘101 | ↘97  | ↘48  | ↘40  |      |

## Состав сельского поселения
| № | Населённый пункт | Тип населённого пункта       | Население |
| - | ---------------- | ---------------------------- | --------- |
| 1 | Саратовка        | село, административный центр | ↘119      |
| 2 | Соловьёвка       | деревня                      | ↘58       |
| 3 | Спасск           | деревня                      | ↘0        |
| 4 | Успенка          | деревня                      | ↘5        |